# Arachnodaktylia

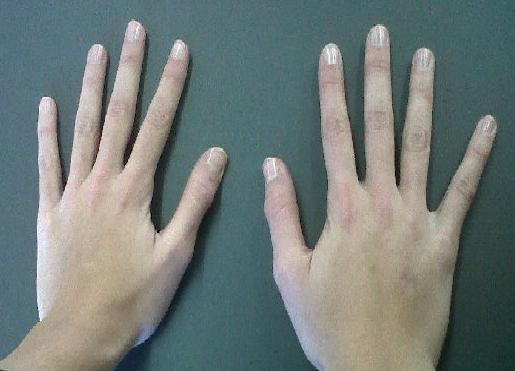
Arachnodaktylia

Arachnodaktylia, pająkowatość palców, achromachia (ang. arachnodactyly) – termin wprowadzony do medycyny przez Emila Charlesa Acharda służący do określenia anomalii polegającej na nadmiernie cienkich i długich w stosunku do kości śródręcza i nadgarstka palców dłoni.
Ta cecha jest charakterystyczna dla zespołu Marfana typu 1 i typu 2 i innych zespołów marfanopodobnych, takich jak:
- zespół Bealsa[5]
- zespół Acharda[6]
- zespół Shprintzena-Goldberga[7]
- zespół Sticklera typu 1[8]
- zespół Ehlersa-Danlosa

oraz w przypadku innych schorzeń, takich jak:
- homocystynuria[9]
- zespół van den Endego-Gupty[10]